# Destino final (franquicia)
Destino final (título original en inglés, Final Destination) es una franquicia de terror estadounidense que incluye seis películas, diez novelas y dos cómics. Se basa en un guion no producido de Jeffrey Reddick, escrito originalmente para la serie de televisión The X-Files, y fue distribuida por New Line Cinema. Todas las tramas de sus películas se basan en la premisa de un pequeño grupo de personas que escapan de una muerte inminente después de que un individuo visionario tenga una premonición repentina y les advierta de un gran desastre que está a punto de ocurrir. Tras evitar las muertes anunciadas en las visiones, los supervivientes mueren uno a uno en extraños accidentes causados por una fuerza invisible, descrita como la propia Muerte, que crea complicadas reacciones en cadena, asemejándose a las máquinas de Rube Goldberg en su complejidad. El visionario interpreta entonces los presagios en un intento de evitar de nuevo la muerte de los supervivientes.
Además de las películas, Black Flame publicó en 2005 y 2006 una serie de novelas sobre las tres primeras películas. Un cómic titulado Final Destination: Sacrifice se publicó junto con algunos DVD de Destino final 3 en 2006, y una serie de cómics titulada Final Destination: Spring Break, publicada por Zenescope Entertainment en 2007.
La franquicia ha sido elogiada por su innovadora premisa, en la que la propia Muerte es un villano en lugar de la habitual figura del slasher, y por la creatividad de las enrevesadas pero tensas secuencias de muerte.

## Desarrollo
Destino final fue escrita por Jeffrey Reddick tras haber «leído la historia de una mujer que estaba de vacaciones y su madre la llamó y le dijo: “No cojas el vuelo de mañana, tengo un mal presentimiento”». La mujer cambió de vuelo y el avión que debía tomar se estrelló. Reddick había escrito el guion originalmente como un episodio de The X-Files, pero decidió convertirlo en un largometraje a instancias de uno de sus colegas de New Line Cinema. Después de desarrollar la idea del largometraje, New Line Cinema contrató a Reddick para que escribiera un guion; James Wong y Glen Morgan se incorporaron más tarde para escribir el guion de rodaje, introduciendo modificaciones para ajustarse a sus normas. Jeffrey Reddick es el único autor de la historia y comparte el guion con James Wong y Glen Morgan.

## Películas
| Película                       | Estreno               | Director(es)               | Guionista(s)                              | Historia por                                   | Productor(es)                                                                   |
| ------------------------------ | --------------------- | -------------------------- | ----------------------------------------- | ---------------------------------------------- | ------------------------------------------------------------------------------- |
| Destino final                  | 17 de marzo de 2000   | James Wong                 | James Wong, Glen Morgan & Jeffrey Reddick | Jeffrey Reddick                                | Glen Morgan, Craig Perry & Warren Zide                                          |
| Destino final 2                | 31 de enero de 2003   | David R. Ellis             | Eric Bress & J. Mackye Gruber             | Eric Bress, Jeffrey Reddick & J. Mackye Gruber | Craig Perry & Warren Zide                                                       |
| Destino final 3                | 10 de febrero de 2006 | James Wong                 | James Wong & Glen Morgan                  | James Wong & Glen Morgan                       | James Wong, Glen Morgan, Craig Perry & Warren Zide                              |
| Destino final 4                | 28 de agosto de 2009  | David R. Ellis             | Eric Bress                                | Eric Bress                                     | Craig Perry & Warren Zide                                                       |
| Destino final 5                | 12 de agosto de 2011  | Steven Quale               | Eric Heisserer                            | Eric Heisserer                                 | Craig Perry & Warren Zide                                                       |
| Destino final: lazos de sangre | 16 de mayo de 2025    | Adam Stein & Zach Lipovsky | Guy Busick & Lori Evans Taylor            | Jon Watts, Guy Busick & Lori Evans Taylor      | Jon Watts, Craig Perry, Toby Emmerich, Dianne McGunigle & Sheila Hanahan Taylor |

### Destino final(2000)
Destino final presenta al estudiante de secundaria Alex Browning (Devon Sawa), que embarca en el vuelo 180 de Volée Airlines con sus compañeros de clase para una excursión a París, Francia. Antes del despegue, Alex tiene la premonición de que el avión explotará en el aire, matando a todos los que están a bordo. Cuando los eventos de su visión comienzan a repetirse en la realidad, entra en pánico y se desata una pelea, lo que lleva a varios pasajeros a ser expulsados del avión, incluyendo a Alex, sus compañeros de clase Clear Rivers (Ali Larter), Carter Horton (Kerr Smith), Billy Hitchcock (Seann William Scott), Terry Chaney (Amanda Detmer), Tod Waggner (Chad Donella) y su profesora Valerie Lewton (Kristen Cloke), quienes presencian la explosión del avión momentos más tarde. Sin embargo, su supervivencia les hizo engañar a la propia Muerte, que también diseñó la explosión del Vuelo 180. Como resultado, la Muerte creó un nuevo diseño para matarlos uno a uno en extraños accidentes. Seis meses después, Alex, Clear y Carter viajan a París para celebrar su supervivencia, pero de repente Alex ve cómo Carter es aplastado por un letrero de neón gigante, lo que les hace darse cuenta de que la Muerte no ha acabado con ellos.

### Destino final 2(2003)
Destino final 2, que tiene lugar un año después de la primera película, presenta a la estudiante universitaria Kimberly Corman (A. J. Cook) dirigiéndose a Daytona Beach para las vacaciones de primavera con sus amigos Shaina, Dano y Frankie (Sarah Carter, Alejandro Rae y Shaun Sipos). Durante el trayecto, Kimberly tiene la premonición de que se va a producir un gran accidente en la ruta 23, en el que morirán todos los implicados. Detiene su auto en la rampa de entrada, impidiendo que varias personas entren en la autopista, entre ellas Thomas Burke (Michael Landes), Eugene Dix (T. C. Carson), Rory Peters (Jonathan Cherry), Kat Jennings (Keegan Connor Tracy), Nora y Tim Carpenter (Lynda Boyd y James Kirk), Evan Lewis (David Paetkau) y la embarazada Isabella Hudson (Justina Machado). Mientras el oficial Burke interroga a Kimberly, el accidente se produce tal y como ella predijo. Al igual que en la película anterior, los supervivientes han engañado a la Muerte escapando de su destino previsto. Sin embargo, esta vez, la Muerte se dirige a ellos en orden inverso, ya que su supervivencia alteró el patrón establecido por las muertes de las víctimas del Vuelo 180, creando «cabos sueltos» que la Muerte está ahora decidida a corregir. Kimberly también forma equipo con Clear Rivers, la superviviente restante del Vuelo 180, para salvar al resto y acaba dándose cuenta de que «sólo una nueva vida puede derrotar a la Muerte». Esto implica intentar suicidarse y ser revivido después, cosa que Kimberly hace, salvándola a ella y al oficial Burke, que era el siguiente en la lista de la Muerte.

### Destino final 3(2006)
Destino final 3, establecido cinco años después de la explosión del Vuelo 180 y cuatro años después de la colisión de la ruta 23, presenta a la estudiante de secundaria Wendy Christensen (Mary Elizabeth Winstead) visitando un parque de diversiones en la noche de su graduación con su novio Jason Wise (Jesse Moss) y sus amigos Kevin Fischer (Ryan Merriman) y Carrie Dreyer (Gina Holden). Mientras Wendy y sus amigos suben a la montaña rusa Devil's Flight, Wendy tiene la premonición de que la atracción se estrellará, matando a todos los que van a bordo. Cuando Wendy entra en pánico, se produce una pelea y varias personas abandonan o se ven obligadas a abandonar la atracción antes de que se produzca el accidente, entre ellos Kevin, la hermana menor de Wendy, Julie (Amanda Crew) y sus compañeros de clase Ian McKinley (Kris Lemche), Erin Ulmer (Alexz Johnson), Perry Malinowski (Maggie Ma), Lewis Romero (Texas Battle), Frankie Cheeks (Sam Easton), Ashley Freund (Chelan Simmons) y Ashlyn Halperin (Crystal Lowe). Cuando los supervivientes empiezan a morir uno a uno en una serie de extraños accidentes, Wendy y Kevin se proponen salvar a los que quedan tras conocer los sucesos de las dos primeras películas. También descubren que las fotografías que tomaron en el parque tienen indicios de sus muertes. La mayoría de sus intentos son inútiles, a excepción de Julie y ellos mismos, lo que les lleva a creer que han engañado a la Muerte. Sin embargo, los tres se cruzan «casualmente» cinco meses después y se ven atrapados en un espeluznante accidente de tren subterráneo.

### Destino final 4(2009)
En Destino final 4, el estudiante universitario Nick O'Bannon (Bobby Campo) visita el circuito de carreras McKinley Speedway con su novia Lori Milligan (Shantel VanSanten) y sus amigos Janet Cunningham (Haley Webb) y Hunt Wynorski (Nick Zano). Mientras mira la carrera, Nick tiene la premonición de que un catastrófico choque de autos enviará escombros a las gradas, causando que el estadio se derrumbe sobre los espectadores. El pánico se apodera de él y se produce una pelea que obliga a varias personas a abandonar el estadio antes de que se produzca el desastre. Entre ellos están sus amigos Lori, Janet y Hunt, el guardia de seguridad George Lanter (Mykelti Williamson) y los espectadores Jonathan Groves (Jackson Walker), Andy Kewzer (Andrew Fiscella), Samantha Lane (Krista Allen), Carter Daniels (Justin Welborn) y Nadia Monroy (Stephanie Honoré). Una vez más, los supervivientes mueren en una serie de extraños accidentes, excepto Janet, que es rescatada momentos antes de su muerte. Esto lleva a los supervivientes restantes a creer que han engañado a la Muerte, hasta que Nick tiene otra premonición de una desastrosa explosión en un centro comercial, que consigue evitar, salvándose a sí mismo, a Lori y a Janet. Dos semanas más tarde, Nick se da cuenta de que la visión del desastre del centro comercial no era más que una distracción, con la intención de llevarles al lugar donde la Muerte realmente planeaba atacar, y los tres mueren cuando un semirremolque fuera de control choca contra ellos.

### Destino final 5(2011)
En Destino final 5, Sam Lawton (Nicholas D'Agosto) se dirige a un retiro corporativo con sus colegas. Mientras cruzan el puente de North Bay, Sam tiene la premonición de que el puente se derrumbará, matando a todos los que se encuentren en él. Sam consigue convencer a varios de sus compañeros para que salgan del puente antes de que se produzca el accidente, entre ellos Molly Harper (Emma Bell), Nathan Sears (Arlen Escarpeta), Peter Friedkin (Miles Fisher), Olivia Castle (Jacqueline MacInnes Wood), Isaac Palmer (P. J. Byrne), Candice Hooper (Ellen Wroe) y su jefe Dennis Lapman (David Koechner). Después de que Candice e Isaac mueran en extraños accidentes, Sam se entera de que la Muerte los tiene en su punto de mira por haber sobrevivido al derrumbe del puente. También le dicen que es posible sobrevivir reclamando el tiempo de vida restante de otra persona. Olivia y Dennis son asesinados antes de que puedan actuar, pero Nathan reclama involuntariamente la vida de un compañero de trabajo durante una discusión laboral. Peter, celoso de que Molly haya sobrevivido en lugar de Candice, intenta matarla. Acaba quitándole la vida a un agente investigador, ganando su tiempo de vida, pero Sam lo mata antes de que pueda dañar a Molly. Más tarde, Sam y Molly embarcan en un vuelo a París, que se revela como el Vuelo 180 de la primera película. Cuando el motor explota y el fuselaje queda destrozado, Molly es succionada fuera del avión y Sam muere en la explosión. Mientras tanto, una rueda de aterrizaje se estrella contra un bar de Nueva York, matando a Nathan, ya que el compañero de trabajo cuya vida reclamó tenía una enfermedad terminal, debiendo morir «en cualquier momento».

### Destino final: lazos de sangre(2025)
En Destino final: Lazos de sangre, en el año de 1968 cuando Iris Campbell es llevada hacia la Torre Skyview por Paul, su prometido, mientras Paul le propone matrimonio a Iris, la torre empieza a derrumbarse matando a todos pero resulta ser una pesadilla por la estudiante universitaria Stefani Reyes, mientras visita a su familia en respuestas y se dirige a la casa fortificada de Iris, su abuela. Iris le cuenta que logró engañar a la Muerte salvando a todos los presentes en la torre, como consecuencia, la torre nunca se derrumbó, pero la muerte empezó a matar a los sobrevivientes y a sus descendientes. Tras saber que está en peligro, Stefani hará todo lo posible para salvar a su familia de la Muerte.

### Futuro
Stein señaló que el potencial narrativo permanece abierto, afirmando: «El trabajo de la muerte nunca termina. Siempre hay cuentas pendientes». Sin embargo, reconoció que el proceso creativo lleva varios años. Perry también se mostró abierto a continuar la franquicia, señalando que Bloodlines ha ampliado la flexibilidad creativa de la serie.

## Reparto y personajes
Indicador de lista
Esta sección incluye los personajes que aparecerán o han aparecido en más de dos películas de la franquicia.
- Una celda gris vacía indica que el personaje no apareció en la película, o que su presencia oficial aún no ha sido confirmada.
- J indica una versión más joven del personaje.

| Personaje         | Películas     | Películas       | Películas       | Películas       | Películas       | Películas                      |
| Personaje         | Destino final | Destino final 2 | Destino final 3 | Destino final 4 | Destino final 5 | Destino final: lazos de sangre |
| Personaje         | 2000          | 2003            | 2006            | 2009            | 2011            | 2025                           |
| ----------------- | ------------- | --------------- | --------------- | --------------- | --------------- | ------------------------------ |
| Clear Rivers      | Ali Larter    | Ali Larter      |                 |                 |                 |                                |
| William Bludworth | Tony Todd     | Tony Todd       |                 |                 | Tony Todd       | Tony ToddJayden Oniah J        |

## Otros datos sobre el equipo y la producción
| Película                       | Equipo         | Equipo                 | Equipo              | Equipo                                                                                         | Equipo                | Equipo            |
| Película                       | Compositor     | Director de fotografía | Editor              | Compañías de producción                                                                        | Distribuidor          | Duración          |
| ------------------------------ | -------------- | ---------------------- | ------------------- | ---------------------------------------------------------------------------------------------- | --------------------- | ----------------- |
| Destino final                  | Shirley Walker | Robert McLachlan       | James Coblentz      | New Line Cinema Zide-Perry Productions Hard Eight Pictures                                     | New Line Cinema       | 1 hora 38 minutos |
| Destino final 2                | Shirley Walker | Gary Capo              | Eric Sears          | New Line Cinema Zide-Perry Productions                                                         | New Line Cinema       | 1 hora 30 minutos |
| Destino final 3                | Shirley Walker | Robert McLachlan       | Chris G. Willingham | New Line Cinema Hard Eight Pictures Practical Pictures Matinee Pictures Zide-Perry Productions | New Line Cinema       | 1 hora 33 minutos |
| Destino final 4                | Brian Tyler    | Glen MacPherson        | Mark Stevens        | New Line Cinema Practical Pictures Parallel Zide Zide-Perry Productions                        | Warner Bros. Pictures | 1 hora 22 minutos |
| Destino final 5                | Brian Tyler    | Brian Pearson          | Eric Sears          | New Line Cinema Zide-Perry Productions Practical Pictures Zide Pictures Jellystone Films       | Warner Bros. Pictures | 1 hora 32 minutos |
| Destino final: lazos de sangre | Tim Wynn       | Christian Sebaldt      | Sabrina Pitre       | New Line Cinema Practical Pictures Freshman Year Fireside Films                                | Warner Bros. Pictures | 1 hora 50 minutos |

## Recepción

### Taquilla
Destino final es la sexta franquicia de terror más taquillera de todos los tiempos y, con 953 millones de dólares recaudados en todo el mundo, es la tercera franquicia de terror más lucrativa de New Line, por detrás de las franquicias de The Conjuring (2000 millones de dólares) e It (1000 millones de dólares).
| Película                       | Estreno               | Presupuesto  | Taquilla     | Taquilla      | Taquilla     | Ref(s)        |
| Película                       | Estreno               | Presupuesto  | Doméstica    | Internacional | Mundial      | Ref(s)        |
| ------------------------------ | --------------------- | ------------ | ------------ | ------------- | ------------ | ------------- |
| Destino final                  | 17 de marzo de 2000   | $23 millones | $53 331 147  | $59 549 147   | $112 880 294 | [ 9 ]         |
| Destino final 2                | 31 de enero de 2003   | $26 millones | $46 961 214  | $43 465 191   | $90 426 405  | [ 10 ]        |
| Destino final 3                | 10 de febrero de 2006 | $25 millones | $54 098 051  | $64 792 221   | $118 890 272 | [ 11 ]        |
| Destino final 4                | 28 de agosto de 2009  | $40 millones | $66 477 700  | $120 906 927  | $187 384 627 | [ 12 ] [ 13 ] |
| Destino final 5                | 12 de agosto de 2011  | $40 millones | $42 587 643  | $115 300 000  | $157 887 643 | [ 14 ]        |
| Destino final: lazos de sangre | 16 de mayo de 2025    | $50 millones | $138 130 814 | $147 200 000  | $285 330 814 | [ 15 ] [ 16 ] |
| Total                          | Total                 | $204 million | $401 586 569 | $551 728 210  | $953 314 779 | [ 17 ] [ 18 ] |

### Crítica
La franquicia ha sido elogiada por su innovadora premisa del concepto abstracto invisible de la Muerte matando gente en lugar de un asesino habitual, y por la creatividad de las secuencias de muerte de las películas.
| Película                       | Rotten Tomatoes   | Metacritic      | CinemaScore |
| ------------------------------ | ----------------- | --------------- | ----------- |
| Destino final                  | 49% (160 reseñas) | 39 (28 reseñas) | B-          |
| Destino final 2                | 52% (112 reseñas) | 38 (25 reseñas) | B+          |
| Destino final 3                | 44% (116 reseñas) | 43 (28 reseñas) | B+          |
| Destino final 4                | 28% (98 reseñas)  | 30 (14 reseñas) | C           |
| Destino final 5                | 63% (135 reseñas) | 50 (24 reseñas) | B+          |
| Destino final: lazos de sangre | 92% (201 reseñas) | 73 (35 reseñas) | B+          |

## Otros medios

### Novelas
A lo largo de 2005, la editorial Black Flame publicó una serie de libros de Destino final que siguen fielmente la premisa de las películas, cada una de ellas protagonizada por un grupo de personas que se encuentran en el punto de mira de la Muerte tras sobrevivir a una catástrofe de algún tipo debido a que un personaje experimenta una visión precognitiva. Las cinco primeras novelas contenían historias originales. La primera, titulada Dead Reckoning, seguía a una cantante de punk rock, Jessica Golden, que se salva a sí misma y a otras personas del derrumbamiento del Club Kitty de Los Ángeles, ganándose la ira de la Muerte. En Destination Zero, también ambientada en Los Ángeles, Patricia Fuller, empleada de una compañía de revistas, y otras pocas personas sobreviven a un atentado con bomba en un tren y, posteriormente, mientras es acechada por la Muerte, Patti se entera de que no es la primera vez que su familia es perseguida por la entidad. En End of the Line, un grupo de supervivientes de un accidente de metro en Nueva York, liderados por los gemelos Danny y Louise King, intentan escapar de la Muerte, que utiliza a un agente desconocido para acelerar la captura de los supervivientes. En Dead Man's Hand un grupo destinado a morir en el accidente de un ascensor de cristal de Las Vegas es acechado tanto por la Muerte como por el FBI, que cree que la visionaria del grupo, Allie Goodwin-Gaines, fue la responsable del accidente del ascensor. En Looks Could Kill la bella modelo neoyorquina Stephanie «Sherry» Pulaski impide que sus amigos suban a bordo de un yate cuando tiene una visión de cómo explota, pero queda terriblemente desfigurada y en coma por los escombros que vuelan instantes después, cuando su visión se hace realidad; al despertar, la rencorosa Stephanie hace un trato con la Muerte, ayudándola a reclamar a sus amigos a cambio de que le devuelva su belleza.
Tras la publicación de la serie original de libros, Black Flame publicó novelas de las tres primeras películas en enero de 2006. La última novela de Destino final de Black Flame fue Death of the Senses, publicada a mediados de 2006. En el libro, que tiene lugar en Nueva York, un vagabundo llamado Jack Curtis salva a la policía Amy Tom de un maníaco tras tener una visión de la muerte de Amy; más tarde se descubre que el atacante de Amy es un asesino en serie que debía asesinar a otras seis personas (que representan los cinco primeros sentidos y un sexto) a las que la Muerte empieza a atacar mientras Jack y Amy se apresuran a encontrar y advertir a las víctimas previstas. Debido a un error de imprenta, sólo estuvo disponible durante un breve periodo de tiempo antes de ser retirada del mercado, dejando sólo unos pocos ejemplares en circulación. Se planeó una décima novela, titulada Wipeout y escrita por Alex Johnson, pero se canceló; el libro habría presentado a un par de surfistas y a otras personas que, tras sobrevivir a un accidente de avión en Hawái, eran perseguidos por la Muerte y el superviviente de otro desastre, un soldado inestable que había estado a punto de morir en una emboscada en Afganistán.

### Cómics
El primer cómic de Destino final, titulado Sacrifice, fue publicado por Zenescope Entertainment y venía empaquetado con una edición limitada en DVD de Destino final 3, de venta exclusiva en las tiendas Circuit City en 2006. La premisa de la historia implica al superviviente de un terrible accidente y a su amigo Jim, que experimenta continuamente imágenes de la muerte de otras personas, aislándose del resto del mundo para escapar de las visiones que le atormentan. Ese mismo año, Zenescope publicó una miniserie de cinco números titulada Final Destination: Spring Break, en la que un grupo liderado por Carly Hagan es acechado por la Muerte tras sobrevivir a un incendio en un hotel y quedar varados en Cancún, México. La miniserie se publicó posteriormente en una colección de bolsillo en 2007, que incluía el cómic Sacrifice como contenido adicional.

## Temas
En los trabajos académicos se han debatido tres teorías críticas sobre la franquicia Destino final. En primer lugar, se ha enmarcado como una franquicia de terror posmoderno que, al igual que la franquicia de Scream, se refiere conscientemente a la historia del cine de terror y recompensa a los espectadores por sus conocimientos. En segundo lugar, las películas, especialmente Destino final 4 (2009) y Destino final 5 (2011), han sido examinadas por sus efectos visuales. En tercer lugar, la franquicia ha sido criticada por ser cínica y reduccionista.  Por ejemplo, el especialista en estudios cinematográficos Reynold Humphries tacha la franquicia de «tontería oscurantista cuya única “idea” es que la muerte es una agencia que tiene un “plan” para cada uno de nosotros».
Según Eugenie Brinkema, estudiosa de los medios de comunicación, las películas de Destino Final se caracterizan por alejarse del típico antagonista de terror y acercarse a la certeza e inevitabilidad de la muerte. Esto las hace incompatibles con la mayoría de las películas de terror, que requieren un monstruo. Las películas de Destino final se alejan aún más de otras películas de terror, incluso de las dirigidas a adolescentes, en el sentido de que carecen de una narrativa familiar y no hay ningún tipo de fantasmas. Tampoco hay sexualidad: «ni la búsqueda del placer en la convención slasher de fácil acceso al cuerpo ni la monstruosidad de la diferencia sexual». Brinkema argumenta que las películas no tratan sobre la búsqueda del placer como las típicas películas slasher. Son fundamentalmente «amargas, paranoicas y tristes» y muestran la incapacidad de los personajes para sentir placer. En estas películas, la muerte se convierte en su propia causa. La premonición del descarrilamiento de la montaña rusa en Destino final 3 carece de contexto o causa. La evasión de la muerte por parte de algunos personajes fundamenta la necesidad de sus muertes, concretamente el orden en que habrían muerto en la montaña rusa. Así, se realiza «la lista de la Muerte» o «el diseño de la Muerte». Destino final 3 dedica tanto tiempo a interpretar las muertes como a mostrarlas. El análisis minucioso de las fotografías por parte de Wendy le permite comprender las muertes, pero inevitablemente llega demasiado tarde para salvar a sus amigos. En las películas de la franquicia, afirma Brinkema, «hay que leer de cerca para sobrevivir (durante un tiempo), y sin embargo la lectura no cambia absolutamente nada». Así, los personajes «bien podrían» haberse quedado en la montaña rusa.
Ian Conrich, especialista en estudios cinematográficos, sostiene que la serie marca una desviación clave de las normas del slasher en el sentido de que la propia muerte se convierte en el villano. Las películas de Destino final se inspiran en el cine slasher, pero las secuencias de acción de la franquicia, incluido el descarrilamiento de la montaña rusa de Destino final 3, se inspiran en el cine de acción y catástrofes. Para Conrich, la franquicia marca un nuevo subgénero del cine slasher. Dado que las muertes son extremadamente violentas y excesivas, que pueden ocurrir muchas a la vez y que todas ellas son inevitables, denomina a estas películas «grand slashers». Otros grand slashers son las películas de las franquicias Saw y Cube.
Una característica notable de las películas de Destino final es la lógica del umbral o punto de inflexión de las muertes de los personajes. Conrich enmarca las complejas secuencias de muerte de las películas de Destino final como «juegos de muerte, artilugios o rompecabezas en los que sólo hay perdedores». Compara las secuencias con las máquinas de Rube Goldberg, el Grand Guignol y el juego de mesa de la trampa para ratones. Brinkema elige las muertes de Ashley y Ashlyn en Destino final 3 como epítome de las secuencias de muerte de la serie. La muerte de los personajes se produce por «una serie de gestos neutros, un conjunto de limitaciones que, en última instancia, conducirán a sus conflagratorios finales»; entre ellos, colocar una bebida, mirar a través de los CD y un tope de puerta mal colocado. La escena utiliza la lógica de la temperatura, el color y la luz para dar cuenta de la muerte de los personajes y permitir que Wendy reconozca la amenaza a la que se enfrentan. Un ejemplo del «punto de inflexión literal» en el que los personajes ya no pueden escapar se produce cuando un perchero cae sobre las camas de bronceado; es arrastrado por una unidad de aire acondicionado que se activa por el creciente calor. Conrich identifica el descarrilamiento de la montaña rusa como un ejemplo de la importancia que la franquicia concede a la movilidad en las secuencias de muerte. Sostiene que las atracciones de los parques temáticos y el cine de terror se influyen mutuamente; las primeras se inspiran en los aspectos aterradores del segundo, mientras que el segundo se nutre de la «teatralidad y cinética» del primero.